# Кент-Аре Антонсен
Кент-Аре Антонсен (норв. Kent-Are Antonsen, нар. 12 лютого 1995, Сторстейннес, Норвегія) — норвезький футболіст, центральний півзахисник клубу «Тромсе».

## Ігрова кар'єра

### Клубна
Кент-Аре Антонсен народився у північному містечку Сторстейннес. Футболом почав займатися у молодіжній команді клубу «Тромсе». З 2013 року Антонсен є постійним гравцем основи клубу. Дебютну гру в команді зіграв у червні 2013 року. В основі зіграв понад двісті матчів.

### Збірна
Кент-Аре Антонсен зіграв кілька матчів у складі юнацьких збірних Норвегії.

## Досягнення
Тромсе
- Переможець Першого дивізіону Чемпіонату Норвегії: 2020[3]